# Lepidapion squamidorsum
Lepidapion squamidorsum é uma espécie de insetos coleópteros polífagos pertencente à família Apionidae.
A autoridade científica da espécie é Desbrochers, tendo sido descrita no ano de 1908.
Trata-se de uma espécie presente no território português.